# フルート、ヴァイオリンとヴィオラのためのセレナーデ
セレナーデ ニ長調 作品25 は、ルートヴィヒ・ヴァン・ベートーヴェンが作曲した、フルート、ヴァイオリンとヴィオラのためのセレナーデ。

## 概要
この作品の作曲年代については異なる見解があり、着想を記したスケッチが残っていることから弦楽三重奏のためのセレナーデが書かれた1797年頃であるという説と、七重奏曲の作曲時期に近い1800年から1801年頃という説がある。いずれにせよ1801年には完成していた楽譜は当時ウィーンで駆け出しの出版社であったG.カッピに託され、1802年の初頭に出版されることになった。
1803年のフランツ・クサーヴァー・クラインハインツが本作をフルートまたはヴァイオリンとピアノ用に編曲しており、ベートーヴェン自身のチェック経て承認されている。この編曲は1803年12月にライプツィヒのホフマイスターより作品41として出版されている。
モーツァルトの時代には、セレナーデというジャンルは既に恋人へ奏でられる音楽という原義から離れ、機会音楽として書かれてしばしば野外で演奏されるなどしていた。フリードリヒ2世の治世以降はフルートがアマチュアの紳士にとって最上の楽器であると看做されていたこともあり、本作は売れ筋を狙って書かれたということになる。曲はモーツァルトの先例に倣って構成されている。

## 楽曲構成
6つの楽章で構成される。演奏時間は約23分。

### 第1楽章
Entrata: Allego 4/4拍子 ニ長調
二部形式にコーダが付属する。'Entrata'というのは入場曲といった意味である。モーツァルトがザルツブルクで書いたセレナーデに倣い、ベートーヴェンは曲を行進曲調の楽章で開始させている。ホルンを模したかのようなフルートのファンファーレで開始する（譜例1）。
譜例1
楽章中に指定されている多くの繰り返しは舞踏音楽や機会音楽の特徴を示している。

### 第2楽章
Tempo ordinario d'un Menuetto 3/4拍子 ニ長調
2つのトリオを擁するメヌエット。フルートが奏する優美な主題で開始する（譜例2）。
譜例2
ひとつめのトリオではフルートは全休止となり、ヴァイオリンが16分音符のパッセージを奏していく（譜例3）。後半部ではヴィオラとの役割交代もみられる。
譜例3
ふたつめのトリオではト長調に転じて、フルートが16分音符のパッセージを奏していく（譜例4）。伴奏はマンドリン風の音型で支えていく。
譜例4
いずれのトリオの末尾にもメヌエットへ戻るように指示が書かれている。

### 第3楽章
Allegro molto 3/8拍子 ニ短調
この楽章は実質的にメヌエットとトリオを同じ機能を有するという意見もある。急速な楽想がヴァイオリンからフルートに受け渡される（譜例5）。
譜例5
中間部ではニ長調に転じて主部と鮮やかな対比を示す（譜例6）。
譜例6
ダ・カーポ・ミノーレとなった後にコーダが用意されており、勢いよく楽章を閉じる。

### 第4楽章
Andante con Variazioni 2/4拍子 ト長調
変奏曲。主題と3つの変奏、及びコーダで構成される。この楽章が全曲の中心となる。主題は重音奏法を駆使して和声を充実させ、弦楽四重奏のようなテクスチュアを生み出している（譜例7）。
譜例7
3回の変奏では各楽器に焦点が当てられていく。第1変奏はフルートが中心となり、主題はフルートの素早い動きで賑やかに変奏され、後半では広い音の跳躍をみせる。第2変奏はヴァイオリンが三連符で変奏し、第3変奏ではヴィオラが主旋律を受け持ってヴァイオリンが細かい音型で伴奏を担う。コーダでは落ち着いた趣に戻り、穏やかに楽章をまとめあげる。

### 第5楽章
Allegro scherzando e vivace 3/4拍子 ニ長調
この楽章に対しても、実質的にメヌエットであるという意見がある。付点のリズムによる主題が威勢よく飛び出す（譜例8）。
譜例8
中間部ではニ短調となって滑らかな主題が歌われる（譜例9）。対位法的な書法を用いて書かれている。
譜例9
中間部の前後半をそれぞれ繰り返すとダ・カーポ・アレグロとなり、冒頭に戻って楽章を終える。

### 第6楽章
Adagio - Allegro vivace e disinvolto 2/4拍子 ニ長調
ロンド形式。ABACABAの形の最後にプレストのコーダが付属する。楽章の冒頭にアダージョの導入部が置かれている。アダージョの終わりにはアタッカ・スビトと指示があり休憩を置かずに主部に入る。ロンド主題はスコッチ・スナップのリズムを用いた譜例10である。
譜例10
B主題には多くのスフォルツァンドが書き入れられている（譜例11）。
譜例11
C主題ではヴィオラが中心となって急速な主題を奏し、フルートとヴァイオリンは合の手を入れる（譜例12）。
譜例12
コーダでは譜例10から付点のリズムを取り除いて急速に奏し、勢いよく全曲を締めくくる。